# Achlyonice myriamae
Achlyonice myriamae is een zeekomkommer uit de familie Elpidiidae.
De wetenschappelijke naam van de soort werd in 1997 gepubliceerd door Gebruk.